# Waterkrachtcentrale Rance
De Waterkrachtcentrale van Rance is de eerste van zijn soort en is nog steeds de op een na grootste getijdencentrale van de wereld. Zij ligt in de monding van de Rance, in Bretagne. Zij werd op 26 november 1966 in gebruik genomen en wordt beheerd door het Franse nutsbedrijf Électricité de France. De centrale heeft een capaciteit van 240 megawatt (MW) verdeeld op 24 turbines. Per jaar levert de centrale zo’n 540.000 MWh aan elektriciteit.

## Geschiedenis
In 1921 kwam Gerard Boisnoer als eerste met een ontwerp voor de getijdencentrale in de monding van de Rance. De locatie was aantrekkelijk vanwege het grote verschil tussen eb en vloed. Gemiddeld is het verschil zo’n 8 meter en kan maximaal 13,5 meter bedragen. Het duurde 40 jaar voordat een besluit hierover werd genomen.
De centrale ligt tussen Pointe de la Briantais aan de kant van Saint-Malo en de Pointe de la Brebis aan de zijde van Dinard. Het voormalige eiland Chalibert is opgegaan in het werk. 
Om de bouw van de dam mogelijk te maken moest eerst een kofferdam worden aangelegd. Het omdijkte werkterrein werd drooggepompt en met de bouw van de dam en centrale werd op 20 juli 1963 aangevangen. De bouw duurde drie jaar en op 26 november 1966 werd de centrale officieel geopend door Charles de Gaulle. De aansluiting met het Franse elektriciteitsnetwerk werd in december 1967 gerealiseerd.

## Werking
Bij vloed staan de sluizen van de centrale open en kan het zeewater achter de dam stromen. Het water achter de dam heeft een maximale oppervlakte van 22 km². Is het hoogste punt bereikt dan worden de sluisdeuren gesloten en wordt het water achter de dam vastgehouden. Bij eb worden de deuren geopend en het water stroomt via 24 Kaplanturbines terug naar zee. De turbines drijven de generatoren, elk met een vermogen van 10 MW, aan en elektriciteit wordt geproduceerd. Is het hoogteverschil achter en voor de dam gelijk, dan staakt de elektriciteitsproductie en de cyclus start opnieuw wanneer het weer vloed wordt.

## Beschrijving
De dam heeft een totale lengte van ruim 700 meter. De centrale waar de turbines en generatoren staan opgesteld is 390 meter lang. Er zijn zes in- en uitlaatsluizen van elk 15 meter breed en 10 meter hoog. De inlaatcapaciteit is zo'n 18.000 m³/s. Over de dam loopt een weg en er is een schutsluis voor de scheepvaart. De sluiskolk is 65 meter lang en 13 meter breed. Over de sluis ligt een beweegbare brug om ook hoge schepen doorgang te verlenen. Bij de centrale ligt een bezoekerscentrum waar jaarlijks zo’n 40.000 mensen komen.